# Dniprovska, Bilozerka
Dniprovska (în ucraineană Дніпровська) este o comună în raionul Bilozerka, regiunea Herson, Ucraina, formată numai din satul de reședință.

## Demografie
Componența lingvistică a comunei Dniprovska
     Ucraineană (88,81%)
     Rusă (10,82%)
     Alte limbi (0,37%)
Conform recensământului din 2001, majoritatea populației comunei Dniprovska era vorbitoare de ucraineană (88,81%), existând în minoritate și vorbitori de rusă (10,82%).